# Einführungslehrgang
Der Einführungslehrgang, auch Einführungsdienst diente der einführenden Unterweisung von Zivildienstleistenden (ZDL) in Deutschland.

## Aufgaben im Zivildienst
Gem. § 1 ZDG erfüllten anerkannte Kriegsdienstverweigerer keinen Kriegsdienst mit der Waffe (Art. 4 Abs. 3 Satz 1 GG), sondern Aufgaben, die dem Allgemeinwohl dienen, vorrangig im sozialen Bereich. Dazu gehörte seit 1960 der Dienst in Krankenhäusern, Heil- und Pflegeanstalten sowie anderen Einrichtungen, die soziale und gemeinnützige Ziele verfolgen. 1984 kam der Umweltschutz als Einsatzbereich hinzu. Der Dienstleistende hatte seinen Dienst gewissenhaft zu erfüllen und sich ausbilden zu lassen, wenn es die Zwecke des Zivildienstes erforderten (§ 27 ZDG). Neben der dienststelleninternen Einweisung stand die fachspezifische Einführung und Begleitung (§ 25a, § 25b ZDG).
1971 wurde die erste staatliche Zivildienstschule eingeweiht. Sie bot vor allem die „Unterrichtung über Rechte und Pflichten im Zivildienst sowie staatsbürgerlichen Unterricht“ an. Seit 1977 wurden Einführungslehrgänge durchgeführt.

## Formen des Einführungslehrgangs
Der Einführungslehrgang bestand aus zwei Teilen:
- der verpflichtend für alle ZDL vorgeschriebenen einwöchigen zivildienstspezifischen Einführung mit den Handlungsfeldern Demokratie und Gesellschaft sowie den wesentlichen Merkmalen und Aufgaben des Zivildienstes (Zivildienstrecht)
- der zweiwöchigen fachspezifischen Einführung, falls die Art der Tätigkeit im Zivildienst besondere Kenntnisse erforderte (z. B. im Pflegedienst)

In der zivildienstspezifischen Einführung wurden dem Zivildienstleistenden wesentliche Grundlagen des Zivildienstes vermittelt. Der Lehrgang bot die Gelegenheit, sich mit der Institution Zivildienst auseinanderzusetzen (Wesen und Aufgaben) und zu hinterfragen, was der Zivildienst für den Einzelnen und die Gesellschaft bedeutet. Der Bildungsauftrag der Zivildienstschulen nach bestimmten Richtlinien wurde mit dem Charakter des Zivildienstes als Pflichtdienst unter Einschränkung von Grundrechten und als sozialer Dienst im Interesse des Allgemeinwohls gerechtfertigt. Außerdem gab es Informationen über Geld- und Sachbezüge sowie Rechte und Pflichten eines Zivildienstleistenden. Bestandteil des Lehrgangs war weiterhin ein Seminar zur politischen Bildung. Die Themen waren breit gefächert; es ging um aktuelle politische und gesellschaftliche Fragestellungen.
Viele Zivildienstleistende, die in speziellen sozialen Bereichen eingesetzt wurden, hatten keine Vorkenntnisse für ihre Tätigkeit. Bei den verschiedenen Verwendungsmöglichkeiten sollte der Zivildienstleistende in seine Tätigkeiten eingeführt werden. Die Einführung sollte dem Zivildienstleistenden die erforderlichen Kenntnisse vermitteln, die er benötigt, um in seinem Aufgabenbereich die gegebenen Anweisungen ordnungsgemäß auszuführen und – soweit erforderlich – auch selbständige Leistungen erbringen zu können.
In der fachspezifischen Einführung sollten Grundkenntnisse vermittelt werden, die es ihnen ermöglichte, ihren Dienst kompetent und fachlich angemessen zu leisten. Dabei mussten die speziellen Bedürfnisse der betreuten Menschen berücksichtigt werden. Den Zivildienstleistenden sollte bewusst gemacht werden, in welcher Situation sich die auf Hilfe angewiesenen Menschen befinden und mit welchen Schwierigkeiten und Problemen sie leben müssen. Genauso wichtig war es, die eigenen Möglichkeiten und Grenzen als Helfer und Betreuer zu erfahren. Ein weiterer Schwerpunkt war es, sprachliche und menschliche Fähigkeiten für den Umgang mit den zu betreuenden Menschen zu erlernen und weiterzuentwickeln. Der Unterricht bezog dabei die Fähigkeiten, Kenntnisse, Erfahrungen und Bedürfnisse der Lehrgangsteilnehmer bei der Themenauswahl mit ein. Entsprechend wurden Zivildienstleistende aus dem Umwelt- und Naturschutz in ihre speziellen Tätigkeiten und Aufgaben eingeführt.
Die fachspezifische Einführung wurde mit folgenden Schwerpunkten angeboten:
- Krankenhilfe
- Behindertenhilfe
- Altenhilfe
- Mobiler Sozialer Hilfsdienst
- Individuelle Schwerstbehindertenbetreuung
- Umwelt- und Naturschutz

Zivildienstleistende in den Bereichen Behindertenbetreuung/-assistenz, Alten- und Krankenhilfe konnten sich zu zertifizierten "Helfern für Soziale Dienst (BAZ)" ausbilden lassen.

## Organisation des Lehrgangs in Deutschland
Der Lehrgang war eine Pflichtveranstaltung. Während der Dauer des Lehrgangs wurde die Dienststelle des Zivildienstleistenden in die Zivildienstschule verlegt. Ebenso war die dienstliche Unterkunft des Zivildienstleistenden in dieser Zeit die Zivildienstschule. Rein rechtlich bestand die Pflicht des ZDLs in der Herberge der Zivildienstschule zu übernachten – gemäß dem Zivildienstgesetz musste er nach Unterrichtsschluss bis 23 Uhr auch dort anwesend sein, es sei denn, es wurde erweiterter Nachtausgang bis 1 Uhr genehmigt. In der Regel wurde der Nachtausgang grundsätzlich genehmigt und die Rückkehr des Zivildienstleistenden nach dieser Zeit nicht geprüft bzw. ein Fernbleiben während der Nachtzeit nicht sanktioniert.
Die Unterrichtszeiten wurden als Dienstzeiten gerechnet. Für die Verpflegung kam die Zivildienstschule auf, so dass kein Verpflegungsgeld gezahlt werden musste. Die Dozenten und der Rektor der Zivildienstschule waren während der Lehrgangsdauer den ZDLs weisungsbefugt. Ein Fernbleiben vom Unterricht wurde als eigenmächtige Abwesenheit oder Dienstflucht prinzipiell geahndet (§ 52, § 53 ZDG).